# Fordville
La ville américaine de Fordville est située dans le comté de Walsh, dans l’État du Dakota du Nord. Lors du recensement de 2010, sa population s’élevait à 212 habitants.

## Histoire
Fordville a été fondée en 1905.

## Démographie
| 1920 | 1930 | 1940 | 1950 | 1960 | 1970 |
| ---- | ---- | ---- | ---- | ---- | ---- |
| 320  | 442  | 439  | 376  | 367  | 361  |

| 1980 | 1990 | 2000 | 2010 | - | - |
| ---- | ---- | ---- | ---- | - | - |
| 326  | 299  | 266  | 212  | - | - |

## Source
- (en) Cet article est partiellement ou en totalité issu de l’article de Wikipédia en anglais intitulé « Fordville, North Dakota » (voir la liste des auteurs).